# Förvaltningsområdet för samiska språk (Norge)
Förvaltningsområdet för samiska språk (norska: Forvaltningsområdet for samisk språk eller Samisk språkforvaltningsområde) innefattar ett antal norska kommuner där samer enligt den norska Sameloven har särskilda rättigheter beträffande användandet av samiska språk.
När förvaltningsområdet inrättades i januari 1992 bestod det av fem kommuner i Finnmark fylke och en i Troms fylke, alla med den nordsamiska språkvarieteten. Under åren 2006–2018 utvidgades förvaltningsområdet med ytterligere en nordsamiskspråklig kommun i Troms, en lulesamiskspråklig kommun i Nordland och fyra sydsamiskspråkliga kommuner i Nordland och Trøndelag.
Sameloven säger att samiska och norska är likställda språk inom förvaltningsområdet för samiska språk.

## Kommuner ingående i förvaltningsområdet

### Finnmark fylke
Förvaltningskommunerna i Finnmark fylke (Finnmárkku fylka) ligger inom det nordsamiska språkområdet.
- Karasjoks kommun (Kárášjoga gielda)
- Kautokeino kommun (Guovdageainnu suohkan)
- Nesseby kommun  (Unjárgga gielda)
- Porsangers kommun (Porsáŋggu gielda)
- Tana kommun (Deanu gielda)

### Troms fylke
Förvaltningskommunerna i Troms fylke (Romssa fylka) ligger inom det nordsamiska språkområdet.
- Kåfjords kommun (Gáivuona suohkan)
- Lavangens kommun (Loabága suohkan), från oktober 2009
- Tjeldsunds kommun (Dielddanuori suohkan), från juli 2020

### Nordland fylke
Förvaltningskommunerna i Nordland fylke (nordsamiska: Nordlándda fylka, lulesamiska: Nordlánda fylkka, sydsamiska: Nordlaanten fylhke) ligger inom det sydsamiska och lulesamiska språkområdet.
- Hamarøy kommun (lulesamiska: Hábmera suohkan), från januari 2020
- Hattfjelldals kommun (sydsamiska: Aarborten tjïelte), från juli 2017

### Trøndelag fylke
Förvaltningskommunerna i Trøndelag fylke (Trööndelage fylka) ligger inom det sydsamiska språkområdet.
- Røyrviks kommun (Raarvihken tjïelte), från januari 2013
- Snåsa kommun (Snåasen tjïelte), från januari 2008
- Røros kommun (Rossen tjïelte), från juli 2018